# Тринити-колледж (Оксфорд)
Тринити-колледж (англ. The College of the Holy and Undivided Trinity in the University of Oxford, of the foundation of Sir Thomas Pope; колледж Св. Троицы) — один из колледжей Оксфордского университета в Англии.
Основан в 1555 году сэром Томасом Попом (англ.) на месте старого монастырского Дарем-колледжа (англ.), построенного для монахов-бенедиктинцев. До 1979 года в Тринити-колледже образование получали исключительно мужчины. Президентом колледжа является Айвор Робертс, некогда известный дипломат и посол.
Главный вход в колледж расположен на Брод-стрит (англ.), между Бейлиол-колледжем и книжным магазином «Blackwell» (англ.), напротив поворота на Тёрл-стрит (англ.). Позади Тринити-колледжа расположен Колледж Святого Иоанна. Одной из главных архитектурных достопримечательностей колледжа является часовня.

## Известные ученики
|  |  |  |  |

|  |  |

## Галерея
|  |  |  |